# Patrick Duffy

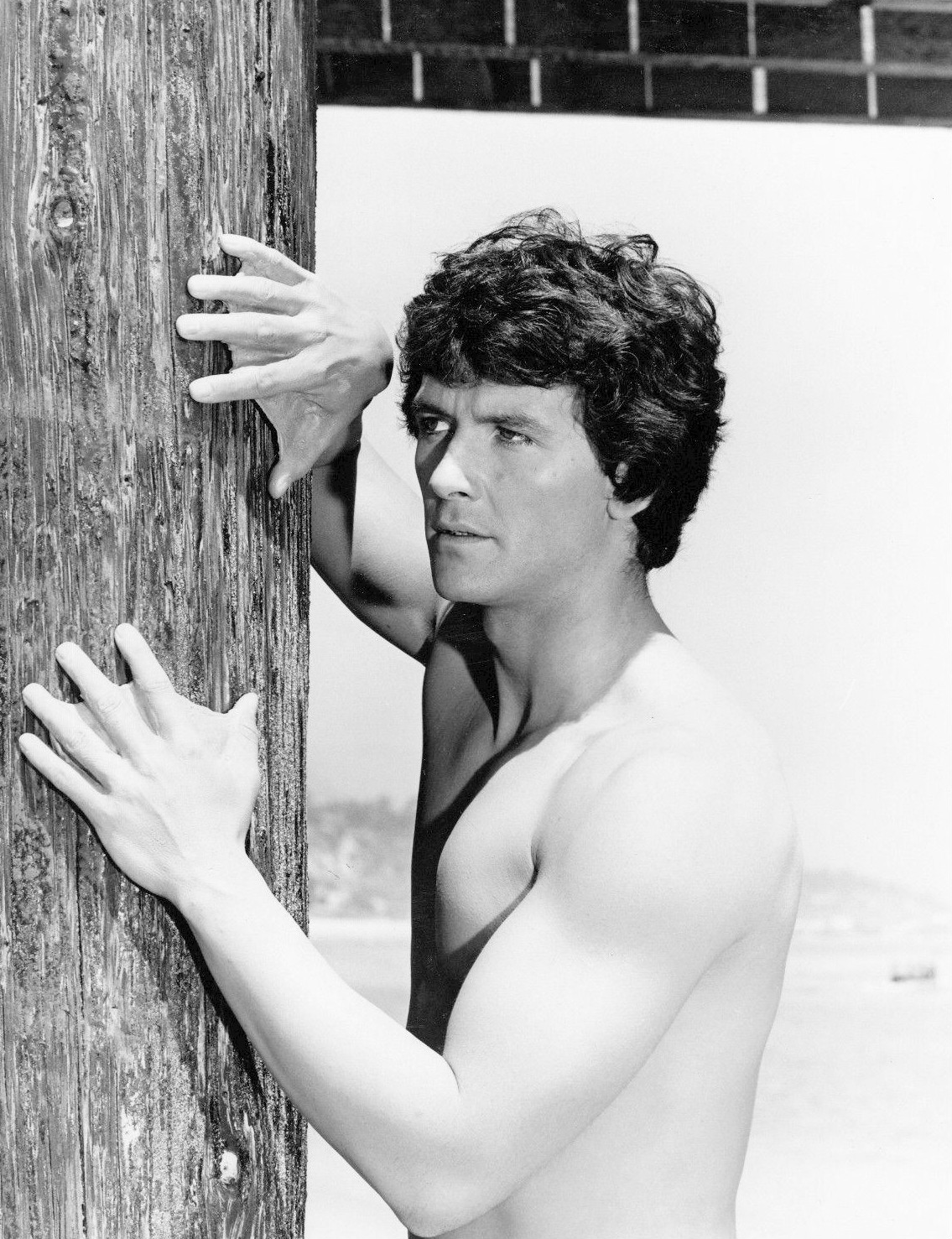
Patrick Duffy în Omul din Atlantis

Patrick G. Duffy (n. 17 martie 1949, Townsend⁠(d), Montana, SUA) este un actor american, foarte cunoscut pentru rolul său ca Bobby Ewing în filmul serial distribuit de către CBS Dallas, rol pe care l-a interpretat în perioadele 1978-1985 și 1986-1991.

## Biografie
Actorul Patrick Duffy s-a născut la 17 martie 1949, in Townsend, Montana, S.U.A. Părinții săi, Terrence si Marie Duffy au fost uciși in timpul unui jaf, in 1986. A absolvit Cascade High School din Everett, Washington în 1967 si a urmat actoria la Universitatea din Washington.
Patrick este cel mic dintre cei doi copii ai sotilor Duffy. S-a nascut in Montana unde parintii lui detineau un pub local, iar de la varsta de 12 ani a crescut inSeattle. Si-a dorit sa devina un atlet profesionist si chiar si-a luat si brevet de scufundari, in perioada adolescentei. Insa a aplicat si a fost acceptat la programul de training pentru actori profesionisti din cadrul Universitatii Washington din Seattle. 
A fost consacrat de rolul in saga Americana ‘Dallas’ (1978), unde l-a interpretat pe fratele mai mic al maleficului J.R., Bobby Ewing.Chiar în timpul filmărilor la serialul Dallas, în 1986, Patrick a aflat că părinții săi, Marie si Terence Duffy, au fost asasinați în incinta barului pe care îl dețineau în Montana. Autorii jafului armat erau adolescenții Kenneth Miller și Sean Wentz, care au fost imediat prinși și încarcerați. Pentru faptele comise, aceștia au primit împreună 180 de ani de închisoare, dar Miller a fost eliberat în același an, după ce Wentz a luat toată vina asupra sa și a declarat faptul că el a fost cel care a tras. 
A debutat in 1974, cu un rol în filmul Tv The Stranger Who Looks Like Me. În același an interpreta personajul Jim din filmul Tv Hurricane. Au urmat succesul din serialul Man from Atlantis, ca Mark Harris, Charlie's Angels (1980), Enola Gay: The Men, the Mission, the Atomic Bomb (1980), cu rolul colonelului Paul Tibbets, The Love Boat (1981), Cry for the Strangers (1982), Knots Landing (1979-1982).
Pe marele ecran a debutat în anul 1984, interpretând rolul lui Harry Baranski din filmul Vamping, regizat de Frederick King Keller. În 1998 a fost vocea personajului principal din filmul Rusty: A Dog's Tale, în anul 2000 a jucat în Perfect Game, în 2009 apărea în He's Such a Girl, în 2010 a jucat în You Again.
A fost  căsătorit cu Carlyn Rosser din 1974,pânăa în ianuarie 2017(decedată), aceasta fiind cu 10 ani mai în vârstă decât Patrick. Are doi fii actori, Padraic Duffy și Conor Duffy.

## Filmografie
- Omul din Atlantis (serial TV din 1977)  - Mark Harris
- Dallas (serial TV din 1978) - Bobby James Ewing
- Asasinul din umbră (1990)
- Dallas: J.R. se întoarce (1996)- Bobby James Ewing
- În inima focului (1997)
- Dallas – ultima confruntare (1998) - Bobby James Ewing
- Nu privi în urmă (1999) - Jeff Corrigan
- Dallas (serial TV din 2012) - Bobby James Ewing
- The Christmas Cure / Cea mai frumoasă doctorie (2017)
- Trafficked (2017) - Christian
- Hotel Dallas  (2016) - Mr. Here
- The Eighties  (2016) -  Actor, 'Dallas' (1 episode, 2016)
- Dallas (2012) - Bobby Ewing Trailer
- You Again / Tu, din nou!! (2010) - Richie Trailer
- Love Takes Wing / Pe aripile iubirii (2009) - Primarul Evans
- The 36th Annual Daytime Emmy Awards (2009) - Himself
- Desolation Canyon / Canionul disperării (2006) - Seriful Tomas Lundstrom
- TV Land Confidential  (2005) -  Himself - Interviewee (2 episodes, 2007)
- Don't Look Behind You / Nu privi in urma (1999) - Jeff Corrigan
- Dallas: War of the Ewings / Dallas – ultima confruntare (1998) - Bobby James Ewing
- Heart of Fire / În inima focului (1997) - Max Tucker
- Dallas: J.R. Returns / Dallas: J.R. se întoarce (1996) - Bobby James Ewing
- Daddy / Tatal (1991) - Oliver Watson
- Step by Step / Treptat-treptat (1991) - Frank Lambert
- Murder C.O.D. / Asasinul din umbra (1990) - Steve Murtaugh
- Enola Gay(1980) - col. . Paul Tibbets
- Dallas (1978) - Bobby Ewing Trailer